# ليندساي فاغنر
ليندساي فاغنر (بالإنجليزية: Lindsay Wagner)‏ (و. 1949 – م) هي ممثلة، وعارضة، وممثلة تلفزيونية، من الولايات المتحدة الأمريكية، ولدت في لوس أنجلوس.

## التعليم
تعلمت في جامعة أوريغون.

## وصلات خارجية
- ليندساي فاغنر على موقع IMDb (الإنجليزية)
- ليندساي فاغنر على موقع الموسوعة البريطانية (الإنجليزية)
- ليندساي فاغنر على موقع روتن توميتوز (الإنجليزية)
- ليندساي فاغنر على موقع ألو سيني (الفرنسية)
- ليندساي فاغنر على موقع تيرنر كلاسيك موفيز (الإنجليزية)
- ليندساي فاغنر على موقع أول موفي (الإنجليزية)
- ليندساي فاغنر على موقع قاعدة بيانات الأفلام السويدية (السويدية)
- ليندساي فاغنر على موقع إن إن دي بي (الإنجليزية)
- ليندساي فاغنر على موقع أول ميوزيك (الإنجليزية)
- ليندساي فاغنر على موقع ديسكوغز (الإنجليزية)